# ریسک نرخ بهره
ریسک نرخ بهره، (به انگلیسی: Interest Rate Risk) بسیاری از سرمایه‌گذاران، خرید اوراق بهادار با بازدهی ثابت یا اوراق قرضه معتبر را راه‌حلی برای رهایی از ریسک می‌دانند. ولی باید یادآور شد که این نوع اوراق بهادار دارای ریسک نرخ بهره هستند.
ریسک نرخ بهره، یعنی ریسک کاهش ارزش اصل سرمایه (البته به لحاظ تغییر در نرخ بهرهٔ اوراق بهاداری که به تازگی انتشار می‌یابند) بهترین راه‌حل برای محفوظ ماندن در برابر ریسک نرخ بهره، این است که شخص سرمایه‌گذار، اوراق قرضه با تاریخ‌های سررسید متفاوت خریداری کند. راه‌حل دیگر، مشخص کردن جهت تغییرات نرخ بهره است.